# 10 Palace Gate

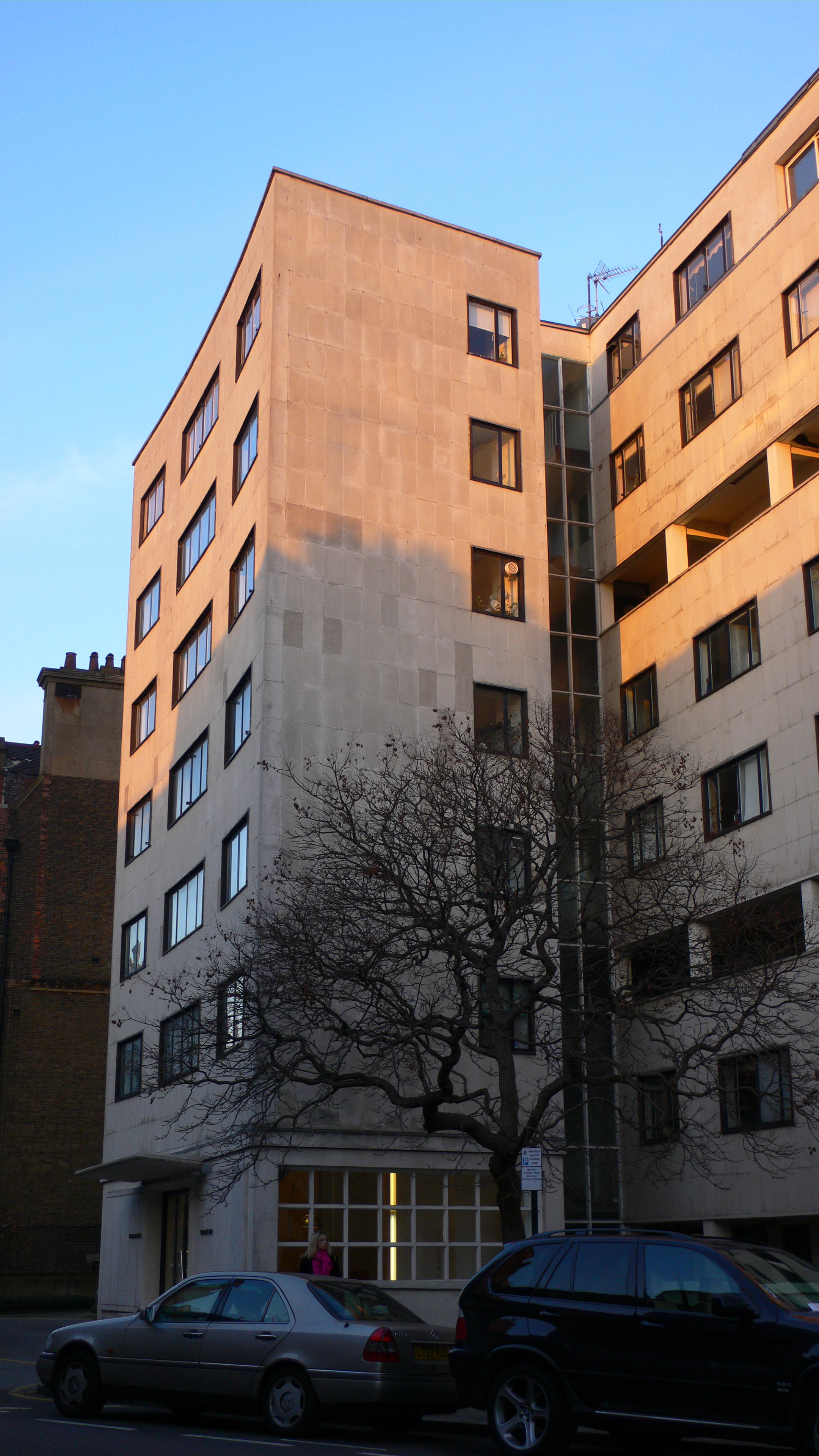
10 Palace Gate

10 Palace Gate är ett modernistiskt bostadshus i Kensington i London, färdigställt 1939 och ritat av arkitekten Wells Coates. Byggnaderna bär likheter med samtida verk av Le Corbusier och Walter Gropius. Lägenheterna är utformade med generösa sällskapsutrymmen med högt i tak, kombinerat med mindre privata utrymmen som sovrum och badrum.